# Jan Driessen
Jan Driessen (Noordwijk, 4 de dezembro de 1996) é um jogador de basquete neerlandês.

## Carreira
Depois de jogar pelo time sub-20, Driessen fez sua estreia profissional pelo ZZ Leiden na Liga Holandesa de Basquete (DBL) na temporada 2014-15, sob o comando do técnico Eddy Casteels. Ele foi nomeado para o DBL All-Rookie Team e assinou um contrato de dois anos em julho de 2015. Em 17 de dezembro de 2016, ele marcou 14 pontos, o recorde de sua carreira, contra o Apollo Amsterdam.
Em junho de 2017, Driessen decidiu retornar ao nível amador com o Lokomotief, a fim de se concentrar em sua carreira acadêmica. Ele jogou 80 partidas pelo Leiden, marcando 158 pontos em 822 minutos.
Driessen também joga basquete 3x3. Com a seleção nacional 3x3 conquistou o bronze no Europeu de 2022. Nos Jogos Olímpicos de Verão de 2024, em Paris, conquistou a medalha de ouro no torneio masculino do basquetebol, após vencer na final confronto contra a equipe francesa por 18–17, ao lado de Dimeo van der Horst, Arvin Slagter e Worthy de Jong.